# 南瓦朗厄爾
南瓦朗厄爾（挪威語：Sør-Varanger），又译为南瓦朗格尔，是挪威北部芬马克郡的市镇，行政中心为希尔克内斯。市镇面積3,971.42平方公里，2023年时人口数量为9,850人，人口密度為每平方公里2.8人。该市镇與俄羅斯和芬蘭接壤。

## 外部連結
- 官方网站  （挪威文）